# ایستگاه راه‌آهن کوئوپیو

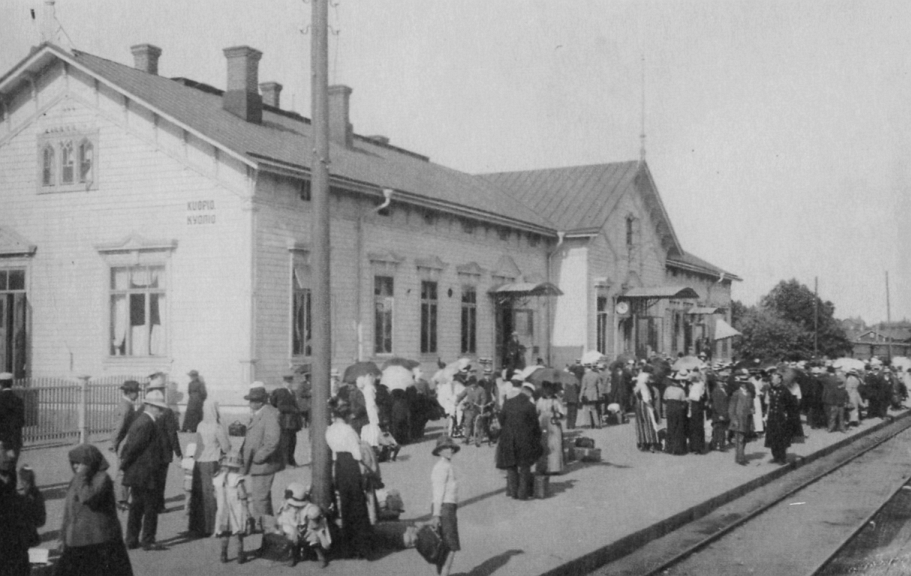
ایستگاه اصلی در ۱۹۱۰

ایستگاه راه‌آهن کوئوپیو (انگلیسی: Kuopio railway station، فنلاندی: Kuopion rautatieasema, سوئدی: Kuopio järnvägsstation) در منطقه مالیالاهتی شهر کوئوپیو در منطقه ساوونیای شمالی فنلاند واقع شده است. ساختمان بتنی فعلی ایستگاه در سال ۱۹۳۴ تکمیل شد و جایگزین ساختمان چوبی اولیه ایستگاه واقع در ۹۰۰ متر (۳٬۰۰۰ فوت) در شرق شد که در سال ۱۸۸۹ ساخته شده بود. محل اخیر اکنون ایستگاه باربری است.

Asemakatu ("خیابان ایستگاه") که امروزه ایستگاه در آن واقع شده است، قبلاً در اوایل دهه ۱۹۰۰ با نام Linnankatu ("خیابان قلعه") شناخته می‌شد. نام «آسمکاتو» قبلاً برای قطعه‌ای از جاده واقع در شمال پل راه‌آهن در «ماهرنکاتو» (خیابان صاحبخانه) استفاده می‌شد. ایستگاه راه‌آهن اصلی مذکور در انتهای شرقی این «آسمکاتو» قرار داشت؛ امروزه این قطعه از جاده «پوجولانکاتو» (خیابان شمالی) نامگذاری شده است.

## مسیرهای حرکت
ایستگاه راه‌آهن کوئوپیو دارای سه خط ریلی است:
- خط ۱ توسط اکثر سرویس‌های قطار مسافربری به سمت هلسینکی و کایانی استفاده می‌شود.
- خط ۲ توسط یک سرویس قطار به هلسینکی از طریق کوولا و همچنین توسط یک سرویس قطار به تامپره از طریق پیئکسمکی که فقط یکشنبه‌ها حرکت می‌کند، استفاده می‌شود.
- خط ۳ توسط یک سرویس قطار به هلسینکی از طریق پیئکسمکی و تامپره استفاده می‌شود.